# Le Répondeur
 (juillet 2025).
Si vous disposez d'ouvrages ou d'articles de référence ou si vous connaissez des sites web de qualité traitant du thème abordé ici, merci de compléter l'article en donnant les références utiles à sa vérifiabilité et en les liant à la section « Notes et références ».
Pour plus de détails, voir Fiche technique et Distribution.
Le Répondeur est une comédie française réalisée par Fabienne Godet et sortie en 2025,.

## Synopsis
Baptiste, imitateur professionnel, est engagé par Pierre Chozène, un romancier célèbre qui a besoin de calme pour terminer son nouveau texte. Il propose à Baptiste de devenir sa voix au téléphone pour écarter les importuns. C'est ainsi que Baptiste devient son répondeur...

## Fiche technique
Sauf indication contraire, les informations mentionnées dans cette section peuvent être confirmées par les bases de données cinématographiques IMDb et Allociné,  présentes dans la section « Liens externes ».
- Titre original : Le Répondeur
- Réalisation : Fabienne Godet
- Scénario : Fabienne Godet et Claire Barré, d'après l'œuvre de Luc Blanvillain
- Musique : Éric Neveux
- Décors : Jonathan Israel
- Costumes : Elsa Bourdin
- Photographie : Eric Blanckaert
- Son : Marianne Roussy-Moreau, Anne Gibourg, Grégoire Chauvot et Laure Arto
- Montage : Florent Mangeot et Florent Vassault
- Production : Bertrand Faivre
- Société de production : Le Bureau et France 3
- Société de distribution : Tandem
- Budget : 3,2 millions d'euros
- Pays de production :  France
- Langue originale : français
- Format : Comédie
- Durée : 102 minutes
- Dates de sortie :
  - France : 
    - 14 janvier 2025 (Alpe d'Huez)
    - 4 juin 2025 (en salles)

## Distribution
- Salif Cissé : Baptiste Mendy
- Denis Podalydès : Pierre Chozène
- Aure Atika : Clara
- Clara Bretheau : Elsa Chozène
- Manon Clavel : Fanny
- IZM : Vincent
- Harrison Arevalo : Gabriel Lozano
- Serge Postigo : Gustave Marandin

## Production
Pour préparer le rôle de Baptiste, Salif Cissé a travaillé pendant deux mois et demi avec les imitateurs Michaël Gregorio, Fabian Le Castel et Eklips. Il a ainsi travaillé la voix de Denis Podalydès mais aussi la gestuelle de son personnage. En post-production, Denis Podalydès est revenu doubler toutes les séquences où le personnage de Salif Cissé l'imite. Le montage son a ensuite assemblé les voix des deux acteurs dans « un travail de dentelle, à l’ancienne, syllabe par syllabe, respiration par respiration » pour aboutir à une voix finale « qui n'appartient ni à l'un, ni à l'autre »,.

## Sortie et accueil

### Box-office
| Pays ou région | Box-office      | Date d'arrêt du box-office | Nombre de semaines |
| -------------- | --------------- | -------------------------- | ------------------ |
| France         | 221 549 entrées | en cours                   | 5                  |
| Total mondial  |                 | -                          | -                  |

## Distinctions
Le film a reçu le prix du public au 28e festival international du film de comédie de l'Alpe d'Huez.